# Parasophronica albomaculata
Parasophronica albomaculata là một loài bọ cánh cứng trong họ Cerambycidae.